# Chacewa
Chacewa (hebr.: חצבה) – moszaw położony w samorządzie regionu Ha-Arawa ha-Tichona, w Dystrykcie Południowym, w Izraelu.
Leży w południowo-wschodniej części pustyni Negew, w obszarze Arawa na północ od miasta Ejlat. Moszaw leży przy granicy z Jordanią.

## Historia
Moszaw został założony w 1965.

## Gospodarka
Gospodarka moszawu opiera się na intensywnym rolnictwie oraz uprawach w szklarniach.